# Ophiothrix magnifica
Ophiothrix magnifica is een slangster uit de familie Ophiotrichidae.
De wetenschappelijke naam van de soort werd in 1860 gepubliceerd door Theodore Lyman.